# Beschermde gebieden van Nieuw-Zeeland
Beschermde gebieden van Nieuw-Zeeland zijn gebieden in Nieuw-Zeeland die een bepaalde mate van wettelijke bescherming genieten op grond van hun ecologische, landschappelijke, wetenschappelijke, historische of culturele betekenis, of vanwege recreatieve belangen.
Beschermde gebieden kunnen zowel publiek als privé-eigendom zijn.

## Department of Conservation (DOC)
Het meeste land dat in Nieuw-Zeeland in overheidshanden is en dat een beschermde status heeft als natuurlijk of cultureel erfgoed, wordt beheerd door het Department of Conservation (Māori: Te Papa Atawhai; bekend onder de afkorting DOC, soms ook afgekort als DoC).  
In totaal heeft DOC – dat in 1987 werd ingesteld – de zorg voor meer dan 80.000 km2, ongeveer 30 procent van de totale landoppervlakte van Nieuw-Zeeland.

## Beschermde gebieden

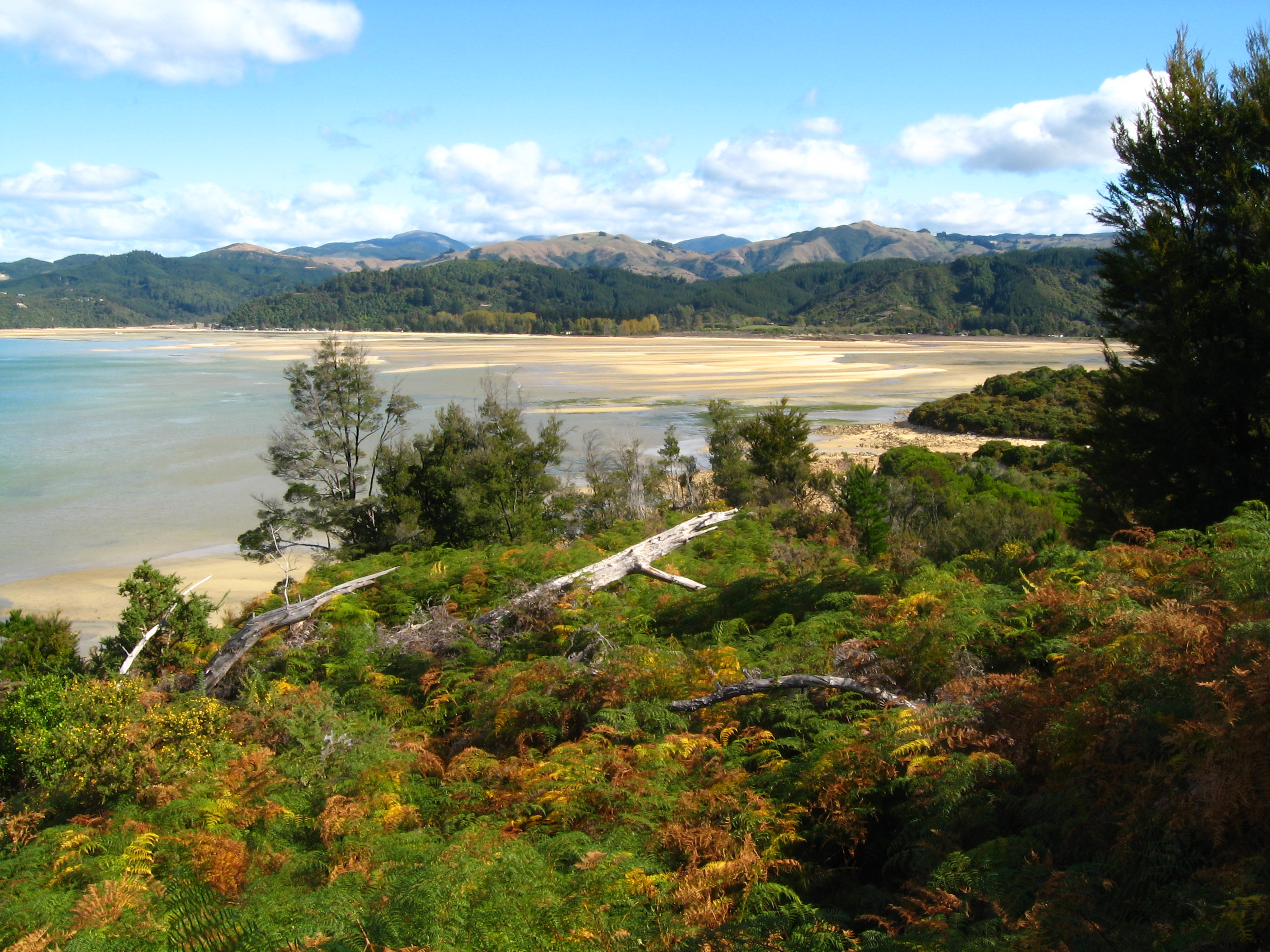
Nationaal park Abel Tasman

De beschermde gebieden van Nieuw-Zeeland kunnen als volgt worden ingedeeld:
- 13 nationale parken (het waren er 14 tot 2014; toen is de status van het Nationaal park Te Urewera veranderd);[4]
- 'conservation parks' (deels voorheen forest parks), met een iets minder stringent niveau van bescherming;[5]
- natuurreservaten (veelal met toegangsbeperkingen); tot deze groep behoren de eiland-reservaten; de eilanden rondom Nieuw-Zeeland zijn in een aantal gevallen vrij van geïntroduceerde predatoren en zijn daarom van groot belang voor het in stand houden van (op het vasteland) bedreigde soorten. Ook zijn er vijf "eilanden op het vasteland" (mainland island reserves), waar door intensieve bestrijding van predatoren veilige omstandigheden voor bedreigde (vogel-)soorten zijn gecreëerd;
- wetenschappelijke reservaten hebben een grootte van 10 tot 100 ha, en worden vaak gebruikt voor onderzoek of educatie;
- landschappelijke reservaten zijn meestal kleinere beschermde gebieden die verspreid over heel Nieuw-Zeeland voorkomen;
- historische reservaten zijn vaak niet groter dan 10 hectare, en zijn bedoeld om plaatsen van historisch, archeologisch of cultureel belang te beschermen;
- recreatiegebieden en andere reservaten; er zijn verspreid over heel Nieuw-Zeeland 2.842 beschermde recreatiegebieden met een totale oppervlakte van 255.750 hectare.

Tot de beschermde gebieden behoren
- 32 maritieme reservaten;[6]
- 6 wetlands;
- 3 World Heritage Sites: Te Wahipounamu, het Nationaal park Tongariro en de Nieuw-Zeelandse sub-antarctische eilanden.

## Nationale parken

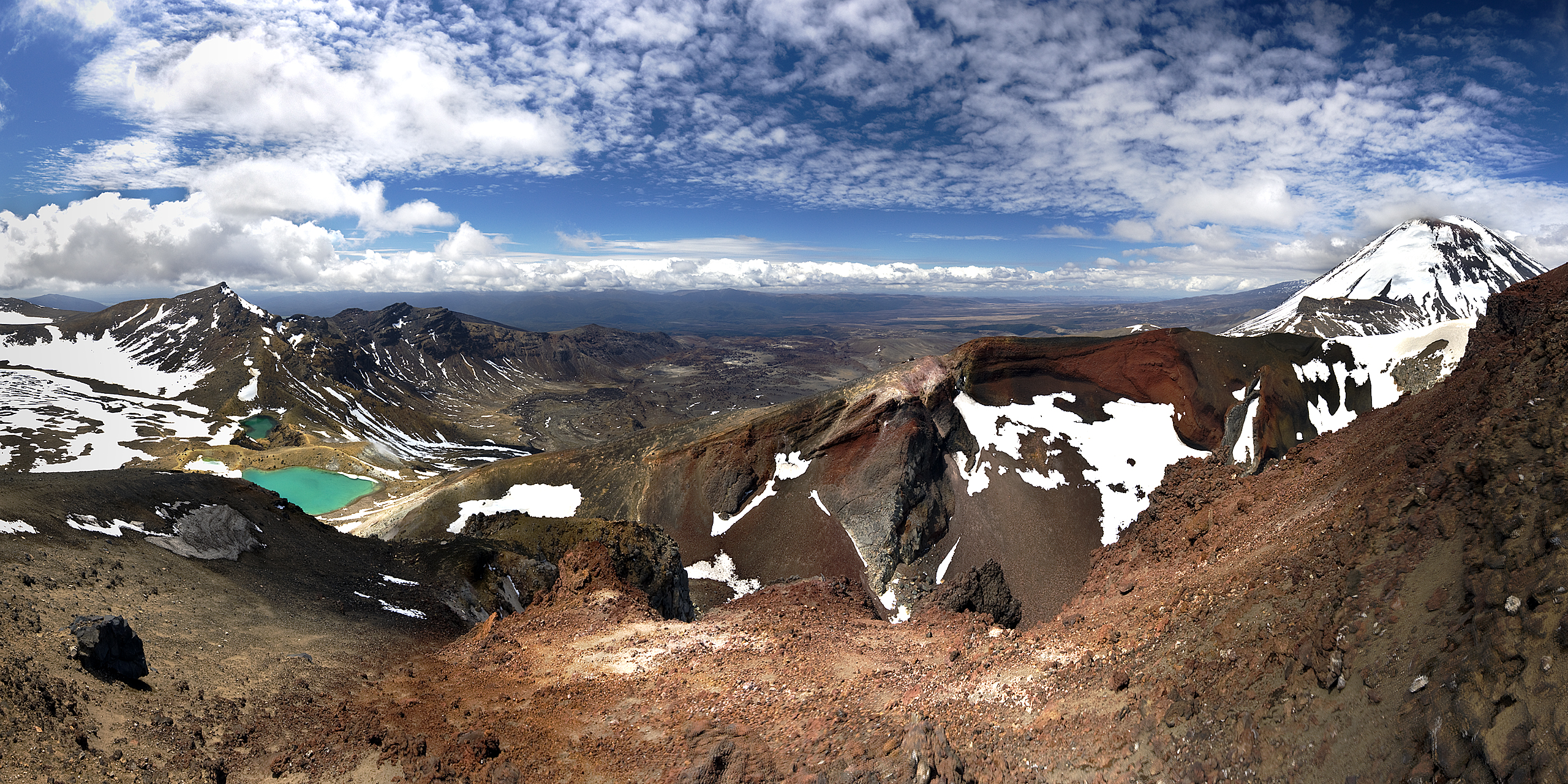
Smaragdgroene meren, de rode krater en Mt Ngauruhoe gezien vanaf de 'Tongariro Crossing', Nationaal park Tongariro

De 13 nationale parken van Nieuw-Zeeland genieten een stringente bescherming, gebaseerd op de wet op de nationale parken, de National Parks Act 1980. Samen beslaan ze ongeveer 27.000 km2. Ze vormen belangrijke toeristische trekpleisters.  Elk jaar bezoeken vele, soms (veel) meer dan 100.000, buitenlandse toeristen de grote en wereldberoemde nationale parken zoals Nationaal park Abel Tasman, Nationaal park Fiordland, Nationaal park Westland Tai Poutini, Nationaal park Aoraki/Mount Cook, Nationaal park Tongariro en Nationaal park Paparoa.

## Te Urewera
Tot 2014 was Te Urewera ook een nationaal park. Het gebied heeft door het in werking treden van een nieuwe wet, de Te Urewera Act 2014, een unieke status gekregen.
Het geïsoleerde gebied in het oostelijk deel van het centrum van het Noordereiland werd traditioneel bewoond door de Tūhoe, een Iwi (stam) van de Māori. De Tūhoe, de "kinderen van de mist", beschouwen hun land als een levend ding, dat niemand kan bezitten, dat alleen zichzelf bezit. "Als iemand zou zeggen dat ie het bezit, zou ie het in werkelijkheid tot slaaf maken." 
Het gebied heeft – wellicht als eerste in de wereld – door de Te Urewera Act 2014 rechtspersoonlijkheid gekregen. Het niveau van bescherming blijft wel in overeenstemming met IUCN-categorie II (Nationaal park).

## Conservation parks
De 'conservation parks' zijn volgens artikel 19 van de Conservation Act 1987 gebieden die zodanig beheerd moeten worden dat de natuurlijke en historische waarden beschermd worden, terwijl er binnen dat kader wel ruimte moet zijn voor het publiek om van de natuur te genieten en om erin te kunnen recreëren.
Veel vroegere Forest parks hebben sinds 1987 de formele status van Conservation park.
De meeste 'conservation parks' zijn grote gebieden, van 50.000 tot 150.000 hectare. Ze zijn over het algemeen wat minder in trek bij toeristen.
Tot de 'conservation parks' behoren het Whirinaki Te Pua-a-Tāne Conservation Park (voorheen het Whirinake Forest Park), het Ruahine forest park en het Rimutaka forest park in het centrum van het Noordereiland en de Richmond, Victoria en Lake Sumner forest parks in de lagere delen van het Zuidereiland. Ook in de hogere gelegen delen van het Zuidereiland liggen grote 'conservation parks', zoals het Korowai/Torlesse Tussocklands Park (ruim 20.000 ha), en het Te Papanui conservation park (21.000 ha).
Er bestaan plannen voor het ontwikkelen van nieuwe parken.

## Regionale parken
Er zijn in Nieuw-Zeeland ook een aantal regionale parken, die worden beheerd door regionale autoriteiten.

## Particuliere beschermde gebieden
Meer dan 100.000 hectare particulier land valt onder een beschermende regeling. Daarnaast is 73.000 hectare land vrijwillig beschermd door eigenaars door overeenkomsten met het Koningin Elizabeth II National Trust.